# Isophya zubowskii
Isophya zubowskii is een rechtvleugelig insect uit de familie sabelsprinkhanen (Tettigoniidae). De wetenschappelijke naam van deze soort is voor het eerst geldig gepubliceerd in 1954 door Bey-Bienko.
1. ↑  (en) Isophya zubowskii op de IUCN Red List of Threatened Species.